# Романиезе
Романиѐзе (на италиански: Romagnese; на ломбардски: Rumagnes, Руманиез) е село и община в Северна Италия, провинция Павия, регион Ломбардия. Разположено е на 630 m надморска височина. Населението на общината е 678 души (към 2017 г.).